# The Younger Generation
The Younger Generation é um filme norte-americano de 1929, parcialmente mudo, dirigido por Frank Capra, com roteiro baseado na peça It Is to Laugh, de Fannie Hurst.

## Sinopse
Família de imigrantes judeus ascende socialmente. Jovem Morris assume os negócios, mas renega sua origem humilde e tem vergonha de seus pais.

## Elenco
- Jean Hersholt ... Julius (Pa) Goldfish
- Lina Basquette ... Birdie Goldfish
- Ricardo Cortez ... Morris Goldfish
- Rex Lease ... Eddie Lesser
- Rosa Rosanova ... Tilda (Ma) Goldfish
- Syd Crossley ... Butler
- Martha Franklin ... Mrs. Lesser